# Liste bekannter C64-Spiele
Der C64 ist ein 8-Bit-Heimcomputer, der in den 1980er-Jahren populär war.
Nachfolgend eine unvollständige Liste bekannter Spiele. Für eine Aufnahme in die Liste muss eine eigenständige Relevanz des Spiels zumindest möglich erscheinen.
Spiele, die schon einen eigenen Artikel haben, stehen auch in der Kategorie:C64-Spiel.
| Inhaltsverzeichnis A B C D E F G H I J K L M N O P Q R S T U V W X Y Z |

## 0–9
| Spiel                      | Jahr | Genre        | Publisher | Studio | Designer      | Musiker      |
| -------------------------- | ---- | ------------ | --------- | ------ | ------------- | ------------ |
| 1942                       | 1986 | Shoot ’em up | Capcom    | Capcom | Stephen Green | Mark Cooksey |
| 1943: The Battle of Midway | 1988 | Shoot ’em up | Capcom    | Capcom |               | Mark Tait    |

## A
| Spiel                               | Jahr | Genre                          | Publisher                        | Studio                            | Designer                            | Musiker                              |
| ----------------------------------- | ---- | ------------------------------ | -------------------------------- | --------------------------------- | ----------------------------------- | ------------------------------------ |
| ACE                                 | 1986 | Flugsimulation                 | Cascade Games                    | Cascade Games                     | Ian Martin                          |                                      |
| Ace of Aces                         | 1986 | Flugsimulation                 | Artech                           | U.S. Gold                         | Rick Banks, Michael Bates           | Paul Butler                          |
| Adventureland                       | 1982 | Textadventure                  | Adventure International          | Adventure International           | Scott Adams                         |                                      |
| After Burner                        | 1989 | Shoot ’em up                   | Sega                             | Sega                              | Yū Suzuki                           | Jeroen Tel                           |
| Airborne Ranger                     | 1987 | Actionspiel                    | MicroProse                       | MicroProse                        | Bill Stealey, Lawrence Schick       | Ken Lagace                           |
| Alien Syndrome                      | 1988 | Shoot ’em up                   | Sega                             | Sega                              |                                     | Jeroen Kimmel                        |
| Airwolf                             | 1985 | Shoot ’em up (Hubschrauber)    | Elite                            | Elite                             |                                     |                                      |
| Alter Ego                           | 1985 | Lebenssimulation               | Activision                       | UniMac Inc.                       | E.C. Horvath                        |                                      |
| Alternate Reality                   | 1985 | Fantasy-Rollenspiel            | Datasoft                         |                                   | Philip Price                        |                                      |
| Android Nim                         | 1985 | Logik-Spiel                    | Argus Press Software             |                                   | Leo Christopherson                  |                                      |
| Annalen der Römer                   | 1987 | Rundenbasiertes Strategiespiel | PSS (Personal Software Services) | PSS                               |                                     | A.D. Boyse & J.G. Langdale-Brown     |
| Ant Attack                          | 1984 | Actionspiel (isometrisch)      | Quicksilva                       | Quicksilva                        |                                     |                                      |
| Antiriad                            | 1986 | Jump ’n’ Run                   | Palace                           | Palace                            |                                     | Richard Joseph                       |
| Apache AH64                         |      | Flugsimulation (Hubschrauber)  | Domark                           | Domark                            |                                     |                                      |
| Apocalypse Now                      | 1984 | Actionspiel                    | Markt & Technik                  | Listing aus der Zeitschrift 64’er |                                     | Helmut Burgemeister, Helmut Bölcskei |
| Apollo 18: Mission to the Moon      | 1987 | Simulation                     | Accolade                         | Artech Digital Entertainment      |                                     |                                      |
| Arcade Classics                     | 1987 | Spielesammlung                 | Firebird                         |                                   |                                     |                                      |
| Arcade Game Construction Kit (AGCK) | 1988 | Arcade, Entwicklung            | Brøderbund                       |                                   | Mike Livesay                        |                                      |
| Archon                              | 1983 | Strategie                      | Electronic Arts                  | Free Fall Associates              |                                     |                                      |
| Archon II Adept                     | 1984 | Strategie                      | Electronic Arts                  | Free Fall Associates              |                                     |                                      |
| Archon III Exciter                  | 1985 | Strategie                      | Unlizenzierter Hack              | -                                 |                                     |                                      |
| Arctic Shipwreck                    | 1983 | Geschicklichkeit               | Commodore                        |                                   |                                     |                                      |
| Arkanoid                            | 1987 | Breakout                       | Imagine Software                 | Taito                             |                                     |                                      |
| Arkanoid II: Revenge of Doh         | 1988 | Breakout                       | Imagine Software                 | Taito                             |                                     |                                      |
| Armalyte                            | 1988 | Shoot ’em up                   | Thalamus                         | Cyberdyne Systems                 |                                     |                                      |
| Asteroids                           |      | Shoot ’em up                   | Atari                            |                                   |                                     |                                      |
| Asylum                              | 1983 | Textadventure                  | Med Systems                      | Med Systems                       | William F. Denman Jr.               |                                      |
| Atomino                             | 1991 | Denkspiel                      | Psygnosis                        | Blue Byte                         |                                     |                                      |
| Atomix                              | 1990 | Denkspiel                      | Thalion Software                 | Softtouch Productions             | Uwe Damm, Rolf Steffens             | Holger Knipping, Michael Hendriks    |
| Attack of the Mutant Camels         | 1983 | Shoot ’em up                   | Llamasoft                        | Llamasoft                         | Jeff Minter                         |                                      |
| Auf Wiedersehen Monty               | 1987 | Jump ’n’ Run                   | Gremlin Graphics                 | Gremlin Graphics                  | Peter M. Harrap, Shaun Hollingworth | Rob Hubbard, Ben Daglish             |
| Autoduel                            | 1985 | Rollenspiel                    | Origin Systems                   | Origin Systems                    | Richard Garriott                    |                                      |
| Aztec Challenge                     | 1984 | Geschicklichkeit               | COSMI                            | COSMI                             | Paul Norman                         |                                      |

## B
| Spiel                              | Jahr      | Genre                                       | Publisher               | Studio                    | Designer                      | Musiker                 |
| ---------------------------------- | --------- | ------------------------------------------- | ----------------------- | ------------------------- | ----------------------------- | ----------------------- |
| B.C.’s Quest for Tires             | 1983      | Jump ’n’ Run                                | Sierra On-Line          | Sydney Development        | Chuck Benton                  |                         |
| B.C. II: Grog’s Revenge            | 1984      | Jump ’n’ Run                                | Sierra On-Line          | Sydney Development        | Rick Banks                    | Paul Butler             |
| Back to the Future                 | 1986      | Action-Adventure                            | Electric Dreams         | Electric Dreams           | Martin Walker                 |                         |
| Bad Dudes vs. Dragon Ninja         | 1988      | Beat ’em up                                 | Data East               | Data East                 | Makoto Kikuchi                | Jonathan Dunn           |
| Bagitman                           | 1983      | Platformer                                  | Mogul Communication     | Aardvark Action           | Roderick Smith                |                         |
| Badlands                           | 1990      | Rennspiel                                   | Atari Games             | Atari Games               | Steven Collins                | Matt Furniss            |
| Ballblazer                         | 1985      | Sportspiel                                  | Atari                   | Lucasfilm Games           | Peter Langston                |                         |
| Bangkok Knights                    | 1987      | Kampfspiel                                  | System 3                | System 3                  | Mark Cale, Tim Best           | Rob Hubbard             |
| Bandits                            | 1983      | Shoot ’em up                                | Sirius Software         | Sirius Software           | Tony Ngo, Benny Aik, Beng Ngo |                         |
| Barbarian                          | 1987      | Kampfspiel                                  | Melbourne House         | Psygnosis                 | David H. Lawson               | Richard Joseph          |
| Battle Chess                       | 1988      | Schach mit animierten kämpfenden Figuren    |                         | Interplay XXXX            |                               |                         |
| Battle of Britain                  | 1985      | Flugsimulation                              |                         | PSS                       |                               |                         |
| Battleships                        | 1987      | Strategie                                   |                         | Elite Systems             |                               |                         |
| Battle Valley                      | 1987      | Action                                      |                         | Hewson                    |                               |                         |
| Battlezone                         | 1984      | Simulation (Panzer)                         |                         | Atarisoft                 |                               |                         |
| Bazooka Bill                       | 1985      | Shoot ’em up                                |                         | Fitzroy House             |                               |                         |
| Beach Head I + II                  | 1983–1985 | Shoot ’em up (Boot)                         |                         | Access                    |                               |                         |
| Beyond Castle Wolfenstein          | 1984      | Action                                      |                         | Muse                      |                               |                         |
| Beyond the Forbidden Forest        | 1985      | Shoot ’em up (Bogenschütze verbotener Wald) |                         | COSMI                     |                               |                         |
| Big Deal                           | 1986      | Geschicklichkeit                            |                         | Radarsoft                 |                               |                         |
| Bionic Commando                    | 1987      | Action                                      |                         | Capcom/Software Creations |                               |                         |
| Black Gold                         | 1992      | Wirtschaftssimulation (Kohle)               |                         | Starbyte                  |                               |                         |
| Black Tiger                        | 1990      | Hack and Slay                               | Capcom                  | Capcom                    | Masayuki Akahori              | Tamayo Kawamoto         |
| Blobber                            | 1989      | Platformer                                  |                         | Happy Computer            |                               |                         |
| BlockOut                           | 1989      | Logik-Denkspiel                             |                         | Rainbow Arts              |                               |                         |
| Blood ’n Guts                      | 1986      | barbarischer Sportwettkampf                 |                         | Action Software           |                               |                         |
| Bloodwych                          | 1989      | Rollenspiel                                 |                         | Imageworks                |                               |                         |
| Blue Max                           | 1983      | Shoot ’em up                                | Ariolasoft              | Synapse Software          | Bob Polin, Peter Adams        | Stephen C. Biggs.       |
| BMX Simulator                      | 1986      | BMX                                         |                         | Codemasters               |                               |                         |
| Bobby Bearing                      | 1986      | Geschicklichkeit (isometrisch)              |                         | The Edge                  |                               |                         |
| Bugaboo (The Flea)                 | 1983      | Platformer                                  |                         | Paco & Paco               |                               |                         |
| Bomb Jack                          | 1986      | Platformer                                  |                         | Tecmo/Elite               |                               |                         |
| Borrowed Time                      | 1985      | Adventure                                   |                         | Interplay                 |                               |                         |
| Boulder Dash Serie                 | 1984–1986 | Geschicklichkeit                            |                         | First Star Software       | Peter Liepa, Chris Gray       | Peter Liepa, Azusa Hara |
| Boulder Dash Construction Kit      | 1986      | Entwicklungstool                            |                         | First Star Software       |                               |                         |
| Bounces                            | 1986      | Action                                      |                         | Denton                    |                               |                         |
| Bounty Bob Strikes Back            | 1985      | Jump ’n’ Run                                |                         | Big Five Software         |                               |                         |
| Break Dance                        | 1984      | Sport (Tanzen)                              |                         | Epyx                      |                               |                         |
| Brubaker                           | 1992      | Adventure                                   |                         | Byteriders                |                               |                         |
| Bruce Lee                          | 1983      | Beat ’em up                                 | Datasoft                | Datasoft                  | Ron J. Fortier                | John A. Fitzpatrick     |
| Bubble Bobble                      | 1987      | Platformer                                  |                         | Taito/Firebird            |                               |                         |
| Buck Rogers: Countdown to Doomsday | 1991      | Rollenspiel                                 |                         | SSI                       |                               |                         |
| Buck Rogers - Planet of Zoom       | 1983      | Shoot ’em up                                |                         | Sega                      |                               |                         |
| Bundesliga Manager                 | 1990      | Sport-Manager                               |                         | Software 2000             |                               |                         |
| Burgertime                         | 1984      | Action                                      | Data East, Bally Midway | Data East/Interceptor     |                               |                         |
| Buggy Boy                          | 1987      | Fun-Racer                                   | Tatsumi, Data East      | Tatsumi                   |                               |                         |

## C
| Spiel                        | Jahr      | Genre                             | Publisher                       | Studio             | Designer                                 | Musiker                  |
| ---------------------------- | --------- | --------------------------------- | ------------------------------- | ------------------ | ---------------------------------------- | ------------------------ |
| Cabal                        | 1989      | Shoot ’em up                      | Capcom                          | TAD Corporation    |                                          | David Wise               |
| California Games             | 1987      | Sport-Klassiker auf C64 Half Pipe | Epyx, U.S. Gold                 | Epyx               | Chuck Sommerville, Ken Nicholson         | Chris Grigg, Gil Freeman |
| Carrier Command              | 1988      | Simulation                        | Rainbird Software               | Realtime Games     |                                          |                          |
| Castlevania                  | 1986      | Jump ’n’ Run                      | Konami                          | Konami             |                                          |                          |
| Castle Wolfenstein           | 1981      | Action                            | Muse Software                   | Muse Software      |                                          |                          |
| Cauldron (Hexenküche) I + II | 1985–1986 | Platformer                        | Palace Software, Titus Software | Palace Software    | Steve Brown, Richard Leinfellner         | Keith Miller             |
| Centipede                    | 1983      | Action                            | Atarisoft                       | Atari              | Dona Bailey und Ed Logg                  |                          |
| Chambers of Shaolin          | 1989      | Beat ’em up                       | Grandslam Entertainments        | Thalion Software   |                                          |                          |
| Chase H.Q.                   | 1991      | Rennspiel                         | Ocean Software                  | Ocean Software     |                                          |                          |
| Choplifter                   | 1982      | Rescue ’em up (Hubschrauber)      | Brøderbund                      |                    | Dan Gorlin                               |                          |
| City Bomber                  | 1983      | Shoot ’em up                      | Llamasoft                       | Llamasoft          | Jeff Minter                              |                          |
| Clever & Smart               | 1989      | Magic Bytes                       |                                 |                    |                                          |                          |
| Colossus Chess               | 1984      | Schachprogramm                    | CDS Software, English Software  | Martin P. Bryant   | Martin P. Bryant                         |                          |
| Congo Bongo                  | 1983      | Platformer                        | Sega, Ikegami Tsūshinki         | Sega               |                                          |                          |
| Combat School                | 1987      | Action                            | Ocean Software                  | Ocean Software     |                                          |                          |
| Commando                     | 1985      | Shoot ’em up                      | Elite Systems                   | Capcom             | Tokuro Fujiwara                          | Rob Hubbard              |
| Commando Libya               | 1986      | Shoot ’em up                      |                                 | Robert Pfitzner    |                                          |                          |
| Continental Circus           | 1989      | Rennsimulation                    | Taito                           | Virgin Interactive |                                          |                          |
| Contra                       | 1986      | Run'n Gun                         | Konami                          | Konami             |                                          |                          |
| Corruption                   | 1988      | Textadventure                     | Rainbird Software               | Magnetic Scrolls   | Robert Steggles                          |                          |
| Crazy Sue                    | 1993      | Jump ’n’ Run                      | Computec Media, MC Publications |                    |                                          |                          |
| Crime Time                   | 1990      | Adventure                         | Byteriders                      | Starbyte           | Sebastian Broghammer, Steve Kups         | Stefan Hartwig           |
| Crystal Castles              | 1984      | Arcade-Klassiker ähnlich Pac-Man  | U.S. Gold                       | Atari              | Franz Lanzinger                          |                          |
| Curse of the Azure Bonds     | 1989      | Rollenspiel                       | SSI                             | SSI                | Keith Brors, Paul Murray, James Jennings | David Warhol             |
| Cybernoid                    | 1988      | Shoot ’em up                      | Hewson Consultants              | Hewson Consultants | Raffaele Cecco                           | Jeroen Tel               |
| Cybernoid II: The Revenge    | 1988      | Shoot ’em up                      | Hewson Consultants              | Hewson Consultants | Raffaele Cecco, Nicholas A. Jones        | Jeroen Tel               |

## D
- Dallas Quest, Textadventure, Datasoft, 1984, Umsetzung der Fernsehserie Dallas
- David’s Midnight Magic, eines der bekanntesten Flipper, nicht scrollend, Brøderbund (1983)
- Decathlon, Zehnkampf ähnlich Track & Field, Activision, 1984
- Defender 64, Shoot ’em up, Interceptor Software, 1983, Klassiker, erster horizontaler Shooter
- Defender of the Crown, Strategie, Cinemaware, 1987, Umsetzung des Amiga-Klassikers
- Defenders of the Earth, Action, Enigma Variations, 1990, Umsetzung der Zeichentrickserie Defenders of the Earth – Die Retter der Erde
- Dig Dug, Action, Atarisoft, 1984, Arcade-Klassiker-Hit
- Donkey Kong, Atarisoft/Ocean Software, 1983/1986
- Donald Duck’s Playground, Lernspiel, Sierra, 1985
- Double Dragon, Beat ’em up, Technos/Binary Design, 1988, Umsetzung des Arcadeklassikers
- Dragon’s Lair, Action, Cinematronics, 1986, Rasterumsetzung des bekannten Arcade-Laserdisc-Spiels
- Dropzone, Action/2D-Shooter, U.S. Gold, 1984, Schneller 2D Shooter, der Datastorm für den Amiga ähnelt
- DuckTales - The Quest for Gold, Jump ’n’ Run, Titus, 1991
- Dynamite Dan, Jump'n'Run, Mirrorsoft, 1985

## E
| Spiel                                        | Jahr | Genre                         | Publisher               | Studio             | Designer                     | Musiker        |
| -------------------------------------------- | ---- | ----------------------------- | ----------------------- | ------------------ | ---------------------------- | -------------- |
| Eagle Empire                                 | 1983 | Action, Weltraum              | Alligata Software       | Alligata Software  | Steve Evans                  |                |
| Elevator Action                              | 1986 | Action                        | Taito                   | Taito              |                              | Yoshio Imamura |
| Elite                                        | 1985 | Simulation (Weltraum)         | Firebird                | Firebird           | Ian Bell, David Braben       |                |
| Elvira: Mistress of the Dark                 | 1990 | Action-Adventure, Rollenspiel | Accolade                | Horror Soft        | Bruce le Feaux, Philip Nixon | Sean Connolly  |
| Emlyn Hughes International Soccer            | 1988 | Fußballspiel                  | Audiogenic              | Audiogenic         | Graham Blighe                | Barry Leitch   |
| Enchanter                                    | 1983 | Textadventure                 | Infocom                 | Infocom            | Marc Blank, Dave Lebling     |                |
| Encounter                                    | 1984 | Action                        | Novagen Software        | Synapse Software   | Paul Woakes                  |                |
| Enforcer                                     | 1992 | Shoot ’em up                  | CP Verlag               |                    | Manfred Trenz                | Markus Siebold |
| Escape From The Planet Of The Robot Monsters | 1991 | Shoot ’em up                  | Domark                  | Atari Games        |                              |                |
| Exile                                        | 1991 | Action                        | Superior Software (BBC) | Audiogenic         | Peter Irvin, Jeremy Smith    |                |
| Exolon                                       | 1987 | Shoot ’em up                  | Hewson Consultants      | Hewson Consultants | Raffaele Cecco               |                |
| Express Raider                               | 1986 | Beat ’em up, Shoot ’em up     | Data East               | Data East          |                              |                |

## F
- F-15 Strike Eagle, Flugsimulation, MicroProse, 1984
- Faery Tale Adventure, The, Rollenspiel, Micro Illusions, 1989
- Fahrenheit 451, Textadventure, Telarium, 1984
- Falcon Patrol I + II, Shoot ’em up, Virgin Interactive, 1983–1984
- Fight Night, Boxspiel, U.S. Gold, 1986
- Final Fight, Beat ’em up, Capcom, 1991, Umsetzung des Arcadeklassikers
- Fish!, Adventure, Magnetic Scrolls, 1988
- Forbidden Forest, Shoot ’em up (Bogenschütze), COSMI, 1983, Vorgänger von Beyond the Forbidden Forest
- Fort Apocalypse, Shoot ’em up, Synapse Software, 1982
- Friday the 13th, Action, Domark, 1985, frühes Horrorspiel mit Kettensäge
- Frogger, Geschicklichkeit, Sega, 1983, Arcade-Klassiker

## G
| Spiel                   | Jahr      | Genre          | Publisher    | Studio        | Designer                            | Musiker                 |
| ----------------------- | --------- | -------------- | ------------ | ------------- | ----------------------------------- | ----------------------- |
| Galaxian                | 1979      | Shoot ’em up   | Atarisoft    | Midway Games  | Kazunori Sawano, Shigeichi Ishimura | Toshio Kai              |
| Gauntlet                | 1985      | Hack and Slay  | Atari Games  | Atari Games   | Ed Logg                             | Hal Canon, Earl Vickers |
| Ghostbusters            | 1984      | Action         | Activision   | Activision    | David Crane                         | Russell Lieblich        |
| Ghosts ’n Goblins       | 1986      | Jump ’n’ Run   | Capcom       | Capcom        | Tokuro Fujiwara                     | Ayako Mori              |
| Ghouls ’n Ghosts        | 1988      | Jump ’n’ Run   | Capcom       | Capcom        | Tokuro Fujiwara                     | Tamayo Kawamoto         |
| Gold-Box-Serie          | 1988–1992 | Rollenspiel    | SSI          | SSI           |                                     |                         |
| Gorf                    | 1981      | Shoot ’em up   | Midway Games | Midway Games  | Jamie Fenton                        |                         |
| Die Goonies             | 1985      | Action         | U.S. Gold    | Datasoft      |                                     |                         |
| Grandmaster             | 1982      | Schachprogramm |              | Fritz Schäfer |                                     |                         |
| Great Giana Sisters     | 1988      | Jump ’n’ Run   | Rainbow Arts | Rainbow Arts  | Armin Gessert, Manfred Trenz        | Chris Hülsbeck          |
| Green Beret             | 1986      | Shoot ’em u    | Konami       | Konami        | Naniwa no Hideo                     | Kiyohiro Sada           |
| Gremlins: The Adventure | 1985      | Textadventure  | Atari, Inc.  | Atari, Inc.   | Scott Smith                         | Robert Vieira           |
| Gun Fight               | 1986      | Shoot ’em up   | Midway Games | Midway Games  | Jamie Fenton                        |                         |
| Gunship                 | 1986      | Flugsimulation | MicroProse   | MicroProse    | Arnold Hendrick                     | Ken Lagace              |
| Gyruss                  | 1983      | Shoot ’em up   | Konami       | Konami        | Yoshiki Okamoto                     | Masahiro Inoue          |

## H
- Hang-On, Rennspiel (Motorrad)
- Hanse, Wirtschaftssimulation, Ariolasoft, 1986
- Hard Hat Mack, Jump ’n’ Run, Electronic Arts, 1983
- Hellowoon, Textadventure, Ariolasoft, 1987
- H.E.R.O., Shoot ’em up, Activision, 1984
- Head On, Labyrinthspiel, Gremlin, 1982, Vorgänger von Pac-Man
- High Noon, Shoot ’em up, Ocean, 1984, früher Single Screen Western-Shooter
- Hobbit, The, Textadventure, Beam Software, 1983
- Hover Bovver, Geschicklichkeit, Llamasoft, 1983
- Hungaroring, Rennspiel, Novotrade, 1986

## I
| Spiel                                | Jahr | Genre                 | Publisher             | Studio          | Designer       | Musiker     |
| ------------------------------------ | ---- | --------------------- | --------------------- | --------------- | -------------- | ----------- |
| Ikari Warriors                       | 1987 | Shoot ’em Up          | Data East Corporation | SNK Corporation | John Twiddy    | Jas Brooke  |
| Impossible Mission                   | 1984 | Jump ’n’ Run          | Epyx                  | Epyx            | Dennis Caswell |             |
| Impossible Mission 2                 | 1988 | Jump ’n’ Run          | Epyx                  | Novotrade       |                |             |
| Indiana Jones and the Lost Kingdom   | 1984 | Platformer            | Mindscape             | Mindscape       | Michael Hanson |             |
| Indiana Jones and the Temple of Doom | 1987 | Actionspiel           | U.S. Gold             | Atari Games     |                |             |
| Infidel                              | 1983 | Textadventure         | Infocom               | Infocom         | Michael Berlyn |             |
| International Karate                 | 1986 | Kampfspiel            | System 3              | System 3        | Archer MacLean | Rob Hubbard |
| International Karate +               | 1987 | Kampfspiel            | System 3              | System 3        | Archer MacLean | Rob Hubbard |
| International Soccer                 | 1983 | Sportspiel            | Commodore             | Commodore       | Andrew Spencer |             |
| Invest                               | 1990 | Wirtschaftssimulation | Starbyte              | Starbyte        | Marcel Siegert | Jeroen Tel  |

## J
- Jack and the Beanstalk, Action, Thor Computer Software, 1984, sowie ein Textadventure 1983
- Jack the Nipper II - Coconut Capers, Jump ’n’ Run, Gremlin Graphics Software Ltd., 1987
- Jail Break, Shoot ’em up, Konami, 1986, Arcadeumsetzung eines Gefangenenaufstandes
- James Bond: A View To A Kill, Action, Softstone, 1985, Umsetzung des Films James Bond 007 – Im Angesicht des Todes
- A Journey to the Centre of the Earth, Actionadventure, OziSoft nach Die Reise zum Mittelpunkt der Erde
- Joust, Platformer, IJK, 1984, Arcadeumsetzung als Jouste
- Jumpman + Jumpman Junior, Platformer, Epyx, 1983
- Jungle Hunt, Geschicklichkeitsspiel, Atari, 1983, Arcadeumsetzung des Dschungelspiels
- Jr. Pac-Man, Namco, 1988
- Jupiter Lander, Mondlandungssimulation, H.A.L. Labs, 1982

## K
- Kaiser, Wirtschaftssimulation, CCD, 1984
- Karate Champ, Beat ’em up, Berkeley Software, 1985
- Karateka, Beat ’em up, Brøderbund, 1984 (Portierung von Apple 2)
- Karnov, Jump ’n’ Run, Data East, 1988
- Katakis, Shoot ’em up, Factor 5, 1988
- Kennedy Approach, Fluglotsen-Simulation, MicroProse/U.S. Gold, 1986
- Kick Off I + II, Fußball, Anco, 1989–1990
- Kikstart: Off-Road Simulator, Rennspiel, Mr. Chip Software, 1985
- Kikstart 2, Rennspiel, Mr. Chip Software, 1987
- Killerwatt, Action, Alligata Software, 1983
- King’s Bounty, Strategie, New World Computing, 1990
- Knight Rider, Action, Bug-Byte, 1986, Fernsehumsetzung
- Krakout, Breakout, Gremlin, 1987
- Kung-Fu Master, Beat ’em up, Irem, 1985, erstes horizontal scrollendes Beat ’em up (Arcade)
- Koronis Rift, Adventure, Lucasfilm Games, 1985
- KZ Manager, Wirtschaftssimulation (indiziert)
- Knight Games, Beat ’em up, Ritterspiele

## L
- Labyrinth, Adventure, Lucasfilm, 1986
- Lancelot, Textadventure, Level 9, 1988
- Laser Squad, Strategie, Blade Software, 1989
- Last Ninja I-III, Action, System 3, 1987–1991
- Last V8, The, Rennspiel, Mastertronic, 1985
- Law of the West, Adventure, Accolade, 1985
- Lazy Jones, Action, Terminal Software, 1984
- Leather Goddesses of Phobos, Adventure, Infocom, 1986
- Lemmings, Klassiker, Psygnosis, 1994
- Leviathan, Shoot ’em up, English Software, 1987
- Limes & Napoleon, Geschicklichkeitsspiel, EAS Software, 1989
- Little Computer People, Simulation, Activision, 1985
- Loco, Action, Alligata Software, 1984
- Lode Runner, Platformer, Brøderbund, 1982
- Lords of Time, Textadventure, Level 9, 1983
- Logo, Denkspiel, Starbyte, 1989

## M
- Magic of Endoria, Strategiespiel, Sunflowers
- Marble Madness, Geschicklichkeit, Electronic Arts, 1986, Umsetzung des Atari Arcade-Klassikers
- Maniac Mansion, Adventure, Lucasfilm, 1987, Erstes SCUMM-Adventure
- Manic Miner, Jump ’n’ Run, Software Projects, 1983
- Marauder, Shoot ’em up, Hewson Consultants, 1988
- Master of Magic, The, Adventure, M.A.D., 1985
- Master of the Lamps, Musik-Geschicklichkeitsspiel, Activision, 1985
- Masters of the Universe: The Arcade Game, Action, Adventure Soft, 1987, Umsetzung der Spielzeug-/Zeichentrickserie
- Miami Vice, Action, Bug-Byte, 1986
- MicroProse Soccer, Fußball, Sensible Software, 1988
- Midnight Resistance, Shoot ’em up, Data East, 1990
- Might and Magic I + II, Rollenspiel, New World Computing, 1988–1989
- Mindwheel, Textadventure, Synapse Software, 1984
- Miner 2049er, Action, Big Five Software, 1982
- Missile Command, Atari, Shoot ’em up, 1983
- Montezuma’s Revenge, Platformer, Parker Brothers, 1984
- Monty on the Run, Jump ’n’ Run, Gremlin Graphics, 1985
- Monty Python - The Quest for the Holy Grail, Textadventure, Dream Software, 1984
- Moon Patrol, Shoot ’em up, Irem, 1983, Arcade-Klassiker mit Buggy
- Moon Shuttle, Shoot ’em up, DataSoft, 1983
- Ms. Pac-Man, Namco/Midway, 1984
- Mr. Do!, Maze, Datasoft, 1985
- M.U.L.E., Wirtschaftssimulation, Ozark Softscape, 1983
- Murder on the Mississippi, Adventure, Activision, 1986

## N
- Nebulus, Jump ’n’ Run, Hewson, 1987
- Neuromancer, Adventure, Interplay, 1988, Buchumsetzung von William Gibsons bekanntem Werk
- Nexus, Action, Bug-Byte Software Ltd, 1986
- Night Driver, Rennspiel, H.A.L. Labs, 1982
- Night Mission Pinball, Flipper, subLogic, 1982
- Night Shift, Denkspiel, Lucasfilm, 1990
- Ninja, Action, Kampfspiel, Mastertronic, 1986
- North & South, Action, Infogrames, 1990

## O
- O.B.Y. 1, Geschicklichkeitsspiel, Software 2000 / Magicsoft, Andreas Mettler, 1991
- Oil Imperium, Wirtschaftssimulation, ReLINE Software, 1989
- Oil’s Well, Collect'em Up, Sierra On-Line, Thomas J. Mitchell, 1983
- Operation Wolf, Shoot ’em up, Taito/Ocean, 1988, Umsetzung des bekannten Lightgun-Arcadespiels
- Out Run, Ferrari-Rennspiel, Sega, 1987, Arcade-Klassiker
- Osmium, horiz. Shoot ’em up, The Power House, 1987

## P
- Pac-Man, Geschicklichkeit, Atarisoft/Namco, 1983, der Klassiker
- Pang, Shoot ’em up, Mitchell, 1990
- Paperboy, Geschicklichkeit, Atari, 1986, Arcadeumsetzung
- Paradroid, Action/Strategie, Graftgold, 1985
- Pawn, The, Adventure, Rainbird Software, 1985
- Pengo, Labyrinthspiel, Colosoftware 1983
- Pharaoh’s Curse, The, Platformer Multi Screen, Synapse Software, 1983
- Platoon, Action, Ocean Software, 1987, Filmumsetzung
- Pinball Construction Set, Builder, Electronic Arts, 1983
- Pirates!, Strategie, Microprose, 1987, Piratenspiel programmiert von Sid Meier
- Pitfall!, Jump ’n’ Run, Activision, 1984
- Pitstop, Rennspiel, Epyx, 1983
- Pitstop II, Rennspiel, Epyx, 1984
- Pink Panther, Magic Bytes, 1989
- Pole Position, Rennspiel, Atari, 1983, Umsetzung des Arcade-Klassikers
- Pool of Radiance, Rollenspiel-Klassiker, SSI, 1988, Dungeons & Dragons
- Pooyan, Shoot ’em up (Arcade-Umsetzung), 1983
- Prince of Persia, Jump ’n’ Run, Brøderbund, Portierung 2011
- Prohibition, Shoot ’em up, Infogrames, 1988
- Project Firestart, Action, Dynamix, 1989
- Project: Space Station, Weltraum-Simulation, HesWare, 1985
- PSI-5 Trading Company, Weltraum-Simulation, Accolade, 1985
- Punkt Punkt Punkt, Quiz, PCSL Software, 1992, Umsetzung der TV-Show mit Mike Krüger

## Q
- Q*bert, Arcade-Klassiker, Mylstar Electronic, 1983
- Qix, Arcade-Klassiker, Taito, 1989

## R
- R-Type, Shoot-’em-up-Klassiker, Irem Corp, 1987
- Racing Destruction Set, Rennspiel, Electronic Arts, 1985
- Raid on Bungeling Bay, Shoot ’em up, Brøderbund, 1984
- Raid over Moscow, Shoot ’em up, Access, 1984
- Rainbow Islands, Jump ’n’ Run, Taito, 1990, Nachfolger von Bubble Bobble
- Rambo First Blood, Action, Choice Software, 1986
- Rampage, Action, Activision, 1987, für 3 Spieler, King-Kong, Godzilla und Lizardman zerstören Hochhäuser, Portierung des Arcadespiels von 1986
- Rescue on Fractalus, Simulation, Lucasfilm Games, 1985
- Revenge of the Mutant Camels, Shoot ’em up, Llamasoft, 1984
- Revs Plus, Autorennsimulation, Geoff Crammond, 1985
- Rick Dangerous, Action, Core Design, 1989
- Rings of Medusa, Strategie/Adventure, Starbyte, 1989
- Riskant, Quiz, GameTek/IJE, 1991, Umsetzung der Original TV Quiz-Show Jeopardy!
- River Raid, Shoot ’em up, Activision, 1984, Umsetzung des Klassikers
- Road Runner, Geschicklichkeitsspiel, 1987, Umsetzung zu den Cartoons mit Road Runner und Wile E. Coyote
- Rogue, Shoot ’em up, Mastertronic, 1988
- Robin of the Wood, Action-Adventure, Odin Computer Graphics, 1985
- RoboCop, Action, Ocean Software, 1988, Filmumsetzung
- Robotron: 2084, Arcade-Umsetzung, Shoot ’em up, Atarisoft, 1983
- Rock ’n’ Roll, Geschicklichkeit-Denkspiel, Rainbow Arts, 1989

## S
| Spiel                                           | Jahr      | Genre                     | Publisher                | Studio                  | Designer            | Musiker         |
| ----------------------------------------------- | --------- | ------------------------- | ------------------------ | ----------------------- | ------------------- | --------------- |
| Samantha Fox Strip Poker                        | 1986      | Erotikspiel               | Martech                  | Software Communications | Simon Nicol         | Rob Hubbard     |
| Scapeghost                                      | 1989      | Textadventure             | Level 9                  | Level 9                 | Peter Austin        |                 |
| Scarabaeus                                      | 1985      | Action-Adventure          | Ariolasoft               | Andromeda Software      | David Bishop        |                 |
| Secret of the Silver Blades                     | 1990      | Rollenspiel               | SSI                      | SSI                     | Paul Murray         | John Halbleib   |
| The Sentinel                                    | 1986      | Denkspiel                 | Firebird Software        | Firebird Software       | Geoff Crammond      |                 |
| The Seven Cities of Gold                        | 1984      | Strategiespiel            | Ariolasoft               | Ozark Softscape         | Dan Bunten          |                 |
| Sex Games                                       | 1985      | Erotikspiel               | Landisoft                | Landisoft               | Thomas Landgraf     | Markus Landgraf |
| Shamus                                          | 1982      | Shoot ’em up              | Synapse Software         | Synapse Software        | William Mataga      |                 |
| Shinobi                                         | 1989      | Jump ’n’ Run, Beat ’em up | Virgin Mastertronic      | Team Shinobi            | Simon Pick          | Tony Williams   |
| Silent Service                                  | 1985      | U-Boot-Simulation         | U.S. Gold                | MicroProse              | Sid Meier           |                 |
| Silkworm                                        | 1989      | Side-Scroller             | Tecmo                    | Tecmo                   |                     |                 |
| SimCity                                         | 1989      | Aufbauspiel               | Infogrames               | Maxis Software          | Will Wright         |                 |
| Skate or Die!                                   | 1987      | Sportsimulation           | Electronic Arts          | Electronic Arts         |                     | Rob Hubbard     |
| Skramble                                        | 1983      | Shoot ’em up              | Anirog Software          | Anirog Software         | Darrell Etherington |                 |
| Skyfox                                          | 1985      | Flugsimulation            | Electronic Arts          | Raymond Tobey Inc.      | Raymond Tobey       | Douglas Fulton  |
| Sorcerer                                        | 1984      | Textadventure             | Infocom                  | Infocom                 | Steve Meretzky      |                 |
| Spellbreaker                                    | 1985      | Textadventure             | Infocom                  | Infocom                 | Dave Lebling        |                 |
| Suspended                                       | 1983      | Textadventure             | Infocom                  | Infocom                 | Michael Berlyn      |                 |
| Slot Car Racer                                  | 1985      | Rennspiel                 | Thunder Mountain         |                         |                     |                 |
| Snoopy                                          | 1984      | Arcade                    | RadarSoft                |                         |                     |                 |
| Soko-Ban                                        | 1987      | Puzzle                    | Spectrum HoloByte        |                         |                     |                 |
| Solo Flight                                     | 1984      | Flugsimulation            | Microprose               |                         |                     |                 |
| Soul Crystal                                    | 1992      | One-Klick Adventure       | Starbyte Software        |                         |                     |                 |
| Space Harrier                                   | 1986      | Shoot ’em up              | Elite Systems            |                         |                     |                 |
| Space Invaders                                  | 1982      | Shoot ’em up              | Atari                    |                         |                     |                 |
| Space Invasion                                  | 1985      | Action                    | Elite Systems            |                         |                     |                 |
| Space Taxi                                      | 1984      | Action                    | Muse Software            |                         |                     |                 |
| Speedball I und II                              | 1989–1991 | Action/Sport              | Bitmap Brothers          |                         |                     |                 |
| Spellbound                                      | 1986      | Action-Adventure          | David Jones              |                         |                     |                 |
| Spelunker                                       | 1986      | Arcade                    | Brøderbund Software      |                         |                     |                 |
| Spindizzy                                       | 1986      | Action                    | Electric Dreams Software |                         |                     |                 |
| Split Personalities                             | 1986      | Puzzle                    | Domark                   |                         |                     |                 |
| Spy Hunter                                      | 1983      | Rennspiel/Shoot ’em up    |                          |                         |                     |                 |
| Spy vs Spy                                      | 1984      | Action                    | First Star Software      |                         |                     |                 |
| Staff of Karnath                                | 1984      | Action-Adventure          | Ultimate                 |                         |                     |                 |
| Star Wars                                       | 1988      | Shoot ’em up              | Domark                   |                         |                     |                 |
| Stargate                                        | 1984      | Shoot ’em up              | Atari Games              |                         |                     |                 |
| Stealth                                         | 1984      | Shoot ’em up              | Brøderbund Software      |                         |                     |                 |
| Stix                                            | 1983      | Arcade                    | Supersoft                |                         |                     |                 |
| Street Fighter                                  | 1988      | Beat ’em up               | Capcom                   |                         |                     |                 |
| Strike Fleet                                    | 1987      | Simulation (Seekrieg)     | Electronic Arts          |                         |                     |                 |
| Street Surfer                                   | 1986      | Rennspiel (Skateboard)    | Mastertronic             |                         | David Barbour       | David Whittaker |
| Strip Poker                                     | 1984      | Kartenspiel (Erotik)      | Artworx Software         |                         |                     |                 |
| Stunt Car Racer                                 | 1989      | Rennspiel                 | MicroStyle               |                         |                     |                 |
| Stunt Cycle                                     | 1988      | Motorradsprung über Busse | RUN/IDG Communications   |                         |                     |                 |
| Summer Games                                    | 1984      | Sport                     | Epyx                     |                         |                     |                 |
| Summer Games II                                 | 1985      | Sport                     | Epyx                     |                         |                     |                 |
| Super Cars                                      | 1990      | Rennspiel                 | Magnetic Fields          |                         |                     |                 |
| Super Cycle                                     | 1986      | Rennspiel (Motorrad)      | Epyx                     |                         |                     |                 |
| Super Huey                                      | 1985      | Simulation (Hubschrauber) | COSMI                    |                         |                     |                 |
| Super Pipeline                                  | 1983      | Arcade                    | Taskset                  |                         |                     |                 |
| Super Pipeline II                               | 1983      | Arcade                    | Taskset                  |                         |                     |                 |
| Superman: The Game                              | 1986      | Arcade                    | First Star Software      |                         |                     |                 |
| Superman: Man of Steel                          | 1988      | Action                    | Tynesoft                 |                         |                     |                 |
| Shoot-’Em-Up Construction Kit (auch S.E.U.C.K.) | 1988      | Entwicklungs-Tool         | Sensible Software        |                         |                     |                 |

## T
- Tapper, Geschicklichkeit, Midway, 1983
- Tass Times in Tonetown, Adventure, Activision, 1986
- Test Drive I und II, Rennspiel, Accolade/DSI, 1987–1989
- The Bard’s Tale, The - Serie, Rollenspiel, Interplay, 1985–1988
- The Castles of Doctor Creep, Jump ’n’ Run, Brøderbund, 1984
- The Dallas Quest, Textadventure, Datasoft, 1984
- The Eidolon, Computer-Rollenspiel, Lucasfilm Games, 1984, Erster Ego-Shooter
- They Stole a Million, Computer-Strategiespiel, Ariolasoft, 1986
- Tim und Struppi auf dem Mond, Arcade, Probe Software, 1989
- Time Pilot, Shoot ’em up, Konami, 1982
- To be on Top, Action, Rainbow Arts, 1987
- Toki, Jump ’n’ Run, Ocean, 1991
- Track & Field, Leichtathletik (Arcade-Klassiker), Atari Games, 1984
- Turrican 1, Turrican 2, Shoot ’em up Klassiker, Factor 5, 1990–1991

## U
- Underwurlde, Jump ’n’ Run, Firebird, 1984
- Uridium, Shoot ’em up (Weltraum) Klassiker, Graftgold, 1986
- Ultima-Serie, Rollenspiel-Klassiker, Richard Garriott/Origin, 1982–1991
- USAAF, Strategie, Bombenkrieg im Zweiten Weltkrieg, SSI

## V
- Vampire, Arcade, Code Masters, 1987
- Vermeer, Wirtschaftssimulation, AriolaSoft, 1987
- Vigilante, Beat ’em up, Irem Corp, 1989
- V, Action, Ocean Software, 1986, Filmumsetzung
- Verlies, Rollenspiel, Imperator Software, 1987
- Vampire Empire, Magic Bytes, 1989

## W
| Spiel                   | Jahr | Genre           | Publisher         | Studio                    | Designer                   | Musiker       |
| ----------------------- | ---- | --------------- | ----------------- | ------------------------- | -------------------------- | ------------- |
| Wasteland               | 1988 | Rollenspiel     | Electronic Arts   | Interplay Productions     | Brian Fargo                |               |
| Western Games           | 1987 | Sportsimulation | Magic Bytes       | Magic Bytes               | Rolf Lakämper              |               |
| Who Dares Wins          | 1985 | Shoot ’em up    | Alligata Software | Alligata Software         | Steve Evans                |               |
| Who Dares Wins II       | 1985 | Shoot ’em up    | Alligata Software | Alligata Software         | Steve Evans                |               |
| Wings of Fury           | 1990 | Shoot ’em up    | Brøderbund        | Brøderbund                | Steve Waldo                | Kris Hatlelid |
| Winter Games            | 1985 | Sportsimulation | U.S. Gold         | Epyx                      |                            |               |
| Wishbringer             | 1985 | Textadventure   | Infocom           | Infocom                   | Brian Moriarty             |               |
| Wizard of Wor           | 1982 | Actionspiel     | Bally Midway      | Bally Midway              | Jeff Bruette               |               |
| Wizball                 | 1987 | Actionspiel     | Ocean Software    | Sensible Software         | Chris Yates                | Martin Galway |
| Wonder Boy              | 1987 | Jump ’n’ Run    | Activision        | Westone Bit Entertainment | James Smart                | James Smart   |
| World Class Leaderboard | 1987 | Sportsimulation | U.S. Gold         | Access Software           | Bruce Carver, Roger Carver |               |
| World Games             | 1986 | Sportsimulation | U.S. Gold         | Epyx                      |                            | Steve Mage    |

## X
- X-Men: Madness in Murderworld, Adventure, Paragon Software, 1989

## Y
- Yie Ar Kung-Fu, Beat ’em up, Imagine/Konami, 1985
- Yie Ar Kung-Fu 2, Beat ’em up, Imagine/Konami, 1986

## Z
- Z - Comme Zark Davor, Shoot ’em up, Rino, 1985
- Zak McKracken and the Alien Mindbenders, Adventure-Klassiker, Lucasfilm, 1988
- Zauberschloß, Adventure, Dennis Merbach, 1984
- Zaxxon, Shoot ’em up (isometrisch), Sega/Synapse Software, 1984, Umsetzung des Arcade-Klassikers
- Zeppelin, Geschicklichkeit, Synapse Software
- Zoids, Action, Tomy, 1986
- Zork Serie, Textadventure, Infocom, 1983–1987
- Zorro, Action, Datasoft, 1985, Spieleumsetzung der Romanfigur
- Zybex, Shoot ’em up, Zeppelin Software, 1988
- Zynaps, Shoot ’em up, Hewson, 1987